# Paola Turci

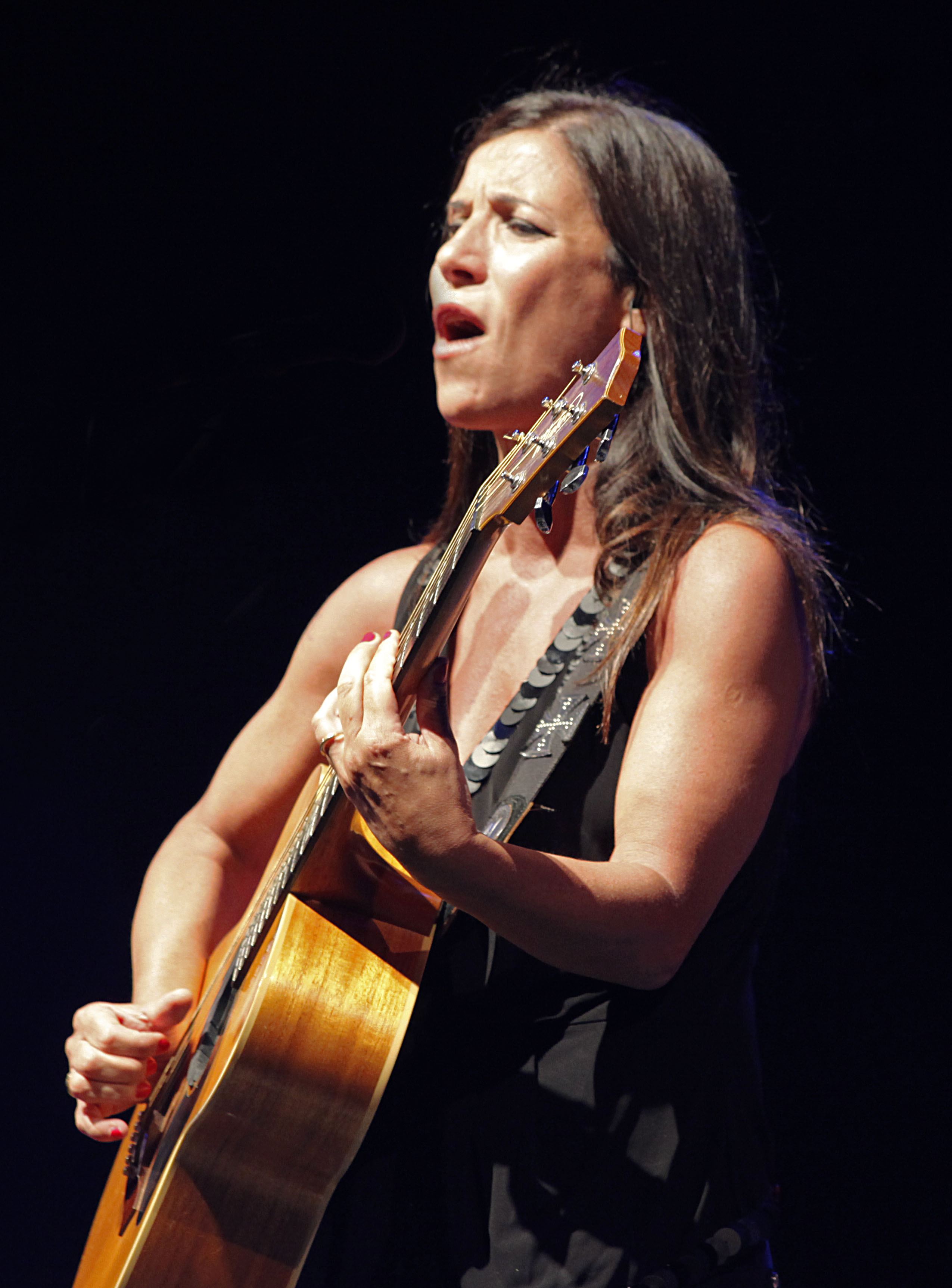
Paola Turci (2010)

Paola Turci (* 12. September 1964 in Rom) ist eine italienische Cantautrice (Liedermacherin). Sie nahm zehnmal am Sanremo-Festival teil.

## Karriere
Turci begann ihre Karriere 1986 in der Newcomer-Kategorie des Sanremo-Festivals, wo sie L’uomo di ieri präsentierte. Auch in den beiden folgenden Jahren nahm sie mit Primo tango (1987) bzw. Sarò bellissima (1988) teil; obwohl sie nie das Finale erreichte, konnte sie sich sowohl 1987 als auch 1988 den Kritikerpreis sichern. 1988 erschien auch ihr Debütalbum Ragazza sola, ragazza blu, produziert von Mario Castelnuovo und Gaio Chiocchio. Vom Publikum bislang wenig beachtet, von der Kritik hingegen gefeiert, ging Turci 1989 mit Bambini zum vierten Mal in Sanremo ins Rennen (in der einmaligen Kategorie Emergenti, Mittelstufe zwischen Newcomern und Hauptkategorie); diesmal erreichte sie den ersten Platz (sowie erneut den Kritikerpreis). Es folgte das zweite, selbstbetitelte Album.
Die Musikerin begann, verstärkt live aufzutreten, und kehrte häufig nach Sanremo zurück: 1990 trat sie mit Ringrazio Dio erstmals in der Hauptkategorie an, 1993 mit Stato di calma apparente und 1996 mit Volo così. Letzteres Lied gab auch ihrer ersten Kompilation den Titel, mit der sie erstmals die Albumcharts erreichen konnte. Außerdem sang Turci 1991 das erfolgreiche Duett E mi arriva il mare mit Riccardo Cocciante. Nach Vertragsschluss mit BMG zog Turci nach Mailand und arbeitete fortan mit WEA zusammen. Das erste Album unter dem neuen Label war Oltre le nuvole (1997), das italienische Coverversionen englischsprachiger Lieder enthielt. Mit Solo come me kehrte sie 1998 nach Sanremo zurück.
Das nächste Album Mi basta il paradiso erschien im Jahr 2000 und enthielt sowohl Coverversionen als auch neue Lieder. Nach der folgenden Sanremo-Teilnahme (2001 mit Saluto l’inverno) wurde das Album neu aufgelegt. Danach wechselte Turci erneut Plattenfirma und veröffentlichte die Alben Questa parte di mondo (2002), Stato di calma apparente (live, 2004) und Tra i fuochi in mezzo al cielo (2005). 2007 bildete sie zusammen mit Marina Rei und Max Gazzè für die Tournee Di comune accordo ein Trio, das auch beim Sanremo-Festival 2008 (wo Gazzè im Rennen war) einen Auftritt hatte. Zwischen 2009 und 2012 hingegen veröffentlichte Turci eine der Liebe gewidmete Albentrilogie, bestehend aus Attraversami il cuore, Giorni di rose und Le storie degli altri.
2015 erschien die Kompilation Io sono, die auch unveröffentlichte Lieder enthielt. Beim Sanremo-Festival 2017 erreichte Turci mit Fatti bella per te den fünften Platz. Das Lied ist auf dem Album Il secondo cuore enthalten. 2019 kehrte sie mit L’ultimo ostacolo nach Sanremo zurück.

## Diskografie
Alben
- 1988: Ragazza sola, ragazza blu
- 1989: Paola Turci
- 1990: Ritorno al presente
- 1991: Candido
- 1993: Ragazze
- 1995: Una sgommata e via

| Jahr | Titel                                   | Höchstplatzierung, Gesamtwochen, AuszeichnungChartsChartplatzierungen (Jahr, Titel, Platzierungen, Wochen, Auszeichnungen, Anmerkungen) | Anmerkungen                                      |
| Jahr | Titel                                   | IT | Anmerkungen                                      |
| ---- | --------------------------------------- | --- | ------------------------------------------------ |
| 1996 | Volo così 1986-1996                     | IT35 (4 Wo.)IT | Kompilation                                      |
| 1997 | Oltre le nuvole                         | IT10 (16 Wo.)IT |                                                  |
| 2000 | Mi basta il paradiso                    | IT33 (15 Wo.)IT |                                                  |
| 2001 | Mi basta il paradiso (edizione Sanremo) | IT68 (4 Wo.)IT |                                                  |
| 2002 | Questa parte di mondo                   | IT21 (6 Wo.)IT |                                                  |
| 2004 | Stato di calma apparente                | IT54 (2 Wo.)IT | Livealbum                                        |
| 2005 | Tra i fuochi in mezzo al cielo          | IT37 (3 Wo.)IT |                                                  |
| 2009 | Attraversami il cuore                   | IT26 (6 Wo.)IT |                                                  |
| 2010 | Giorni di rose                          | IT19 (6 Wo.)IT |                                                  |
| 2012 | Le storie degli altri                   | IT29 (2 Wo.)IT | Erstveröffentlichung: 17. April 2012             |
| 2015 | Io sono                                 | IT9 (7 Wo.)IT | Erstveröffentlichung: 21. April 2015 Kompilation |
| 2017 | Il secondo cuore                        | IT2 (17 Wo.)IT | Erstveröffentlichung: 31. März 2017              |
| 2019 | Viva da morire                          | IT6 (3 Wo.)IT | Erstveröffentlichung: 15. März 2019              |

Singles (Auswahl)

| Jahr | Titel Album                               | Höchstplatzierung, Gesamtwochen, AuszeichnungChartsChartplatzierungen (Jahr, Titel, Album, Platzierungen, Wochen, Auszeichnungen, Anmerkungen) | Anmerkungen                      |
| Jahr | Titel Album                               | IT | Anmerkungen                      |
| ---- | ----------------------------------------- | --- | -------------------------------- |
| 1989 | Bambini Paola Turci                       | IT12 (12 Wo.)IT |                                  |
| 1991 | E mi arriva il mare Cocciante             | IT4 (14 Wo.)IT | Riccardo Cocciante & Paola Turci |
| 2000 | Questione di sguardi Mi basta il paradiso | IT25 (5 Wo.)IT |                                  |
| 2001 | Saluto l’inverno Mi basta il paradiso     | IT15 (8 Wo.)IT |                                  |
| 2002 | Mani giunte Questa parte di mondo         | IT45 (3 Wo.)IT |                                  |
| 2017 | Fatti bella per te Il secondo cuore       | IT26 Gold · (6 Wo.)IT | Verkäufe: + 25.000               |
| 2019 | L’ultimo ostacolo –                       | IT31 (2 Wo.)IT |                                  |

## Bibliografie
- Paola Turci, Eugenia Romanelli: Con te accanto. Rizzoli 2009, ISBN 978-88-17-02944-5.
- Paola Turci (mit Enrico Rotelli): Mi amerò lo stesso. Mondadori 2014, ISBN 978-88-04-63565-9.

## Belege
1. ↑  Chartquellen (Alben):
  - Guido Racca & Chartitalia: Top 100 FIMI Album. Lulu, 2013, S. 178 f.
  - Alben von Chiara. In: Italiancharts.com. Hung Medien, abgerufen am 19. März 2017.
2. ↑  Chartquellen (Singles):
  - M&D-Chartarchiv. Musica e dischi, archiviert vom Original (nicht mehr online verfügbar) am 24. Juli 2017; abgerufen am 19. März 2017 (italienisch, kostenpflichtiger Abonnement-Zugang).  Info: Der Archivlink wurde automatisch eingesetzt und noch nicht geprüft. Bitte prüfe Original- und Archivlink gemäß Anleitung und entferne dann diesen Hinweis.
  - Guido Racca & Chartitalia: Top 100 FIMI Singoli. Lulu, 2013, S. 154.
  - Archivio classifiche Top Digital. FIMI, abgerufen am 19. März 2017 (italienisch).
3. ↑  Certificazioni Paola Turci. FIMI, abgerufen am 9. Oktober 2017 (italienisch).

| Personendaten    | Personendaten               |
| ---------------- | --------------------------- |
| NAME             | Turci, Paola                |
| KURZBESCHREIBUNG | italienische Liedermacherin |
| GEBURTSDATUM     | 12. September 1964          |
| GEBURTSORT       | Rom                         |